# Персіановський
Персіановський— селище в Октябрському районі Ростовської області Росія.
Адміністративний центр Персіановського сільського поселення.
Населення — 7592 (2010 рік).
Залізнична станція Персіановка.

## Географія
Селище Новоперсіановка розташовано на лівому березі Грушівки на північ від міста Новочеркаськ. Навпроти, через річку розташована Красюковська слобода.
Селище розташоване на автомобільній трасі «Шахти — Новочеркаськ».

## Назва
Існує декілька версій про походження назви селища. Одна з них найдостовірніша. У отамана Платова був керуючий кінним заводом Персіанов. Він стверджував, що його предок, коли був молодим козаком, потрапив у полон до турків, ті продали його в сім'ю перса, де він працював. У перса була дочка, вона тяжко хворіла, і надії на її одужання не було. Козак був з родини знахарів, він взявся вилікувати і зробив це засобами народної медицини. Мабуть, вдячний батько поступився проханням молодят, що полюбили один одного, бо козак повернувся на Дон з дружиною-персіянкою та гарним приданим. За переказами, звідти і пішов рід Персіанових.

## Історія
Спочатку з'явився хутір Персіановський. Коли ж в 1861 — 1863 роках була побудована залізниця «Олександрівськ-Грушевський — Аксайська станиця», одна зі станцій залізниці була названа Персіановською.
Персіановка була відома військовими таборами, де влітку збирали, відлагоджували та готували донських козаків.
Біля Персіановки на хуторі Соколова був виноградник, фруктовий сад з різними сортами дерев.
Хутір надалі розростався у велику станицю Персіановську, що називалася так до 1920-х років. Пізніше її перейменували і назвали на честь учасника громадянської війни Красюковською слободою. Персіановкою продовжували називати залізничну станцію і селище, що виросло навколо.
Біля хутора Персіановський колись проходив поштовий тракт на південь Росії. У районі нинішнього ставка перебувала станція Хорулі. Через неї проїжджали на Кавказ Олександр Пушкін, Михайло Лермонтов, Олександр Грибоєдов. Мешкав у Персіановці деякий час письменник Олександр Серафимович, також її згадує Михайло Шолохов у романі «Тихий Дон»:
… німецькі чоботи з окутими по знос каблуками трамбували донські шляхи, баварська кіннота поїла коней y Дону … А на кордоні з Україною молоді козаки, тільки що навчені в Персіанівці під Новочеркаськом, покликані під прапори, билися з петлюрівцями. Майже половина заново збитого 12-го Донського козацького полку лягла під Старобільському, завойовуючи області зайвий кут української території.
— М. Шолохов, «Тихий Дон»
У 1893 році з ініціативи Донського товариства сільського господарства на приватні пожертвування було створено дослідне поле, урожай якого неодноразово нагороджувався на всеросійських сільськогосподарських виставках.
У 1907 році було вирішено побудувати у Персіановці Донське середнє сільськогосподарське училище. Будівництво велося до 1915 року. Згодом це училище стало сільськогосподарським інститутом.

### Донецький Державний Аграрний Університет
Основним закладом селища є вищий навчальний заклад Донський державний аграрний університет, що існуює з 1915 року. Його становлення пов'язане з іменами відомих учених й організаторів сільськогосподарського виробництва, серед яких професори Н. Н. Марі, В. М. Арциховським, А. І. Носатовським, академіками К. І. Скрябіним, В. В. Таланововим, П. Е. Ладаним та іншими вченими.
За час своєї роботи університет випустив понад 45 тисяч фахівців.